# 더 웨이 백 (2020년 영화)
《더 웨이 백》(영어: The Way Back, 영국과 아일랜드 제목은 영어: Finding the Way Back)은 미국에서 제작된 개빈 오코너 감독의 2020년 스포츠 드라마 영화이다. 벤 애플렉 등이 출연하였다.
이 영화는 2020년 3월 6일 워너 브라더스 픽처스를 통해 미국에서 극장 개봉하였다. 코로나19 범유행으로 인한 영화관의 전 세계적 폐쇄로 인해 워너 브라더스는 2020년 3월 24일 자체 디지털로 시청할 수 있게 하였다. 이 영화는 비평가들로부터 대체포 긍정 평가를 받았다. 그러나 이 영화는 코로나19 범유행으로 인해 2주 동안 몇 안 되는 극장에서만 상영되었기 때문에 박스 오피스 성적에서 고전을 면치 못했다.

## 출연
- 벤 애플렉
- 앨 매드리걸
- 미케일라 왓킨스
- 저니나 거반카
- 글린 터먼
- 존 에일워드
- 토드 스태슈윅
- 헤이스 맥아더
- 제러미 래치퍼드
- T.K. 카터
- 레이철 카파니
- 마를레네 포르테
- 크리스 브루노
- 댄 로리아